# Natalí Faria
Natalí Mello de Faria (Santos, 26 de fevereiro de 1990) é uma jogadora de bocha paralímpica e advogada brasileira.

## Biografia

### Primeiros anos
Faria é natural de Santos, na Baixada Santista, em São Paulo. Nasceu com paralisia cerebral causada por uma falta de oxigenação durante o parto.
Durante sessões de fisioterapia, no ano de 2010, entrou em contato com a bocha.

### Carreira
Desde o primeiro contato com o esporte, vêm representado o Brasil em competições.  A atleta participou ainda da Copa do Mundo de Lisboa em 2010 e Copa do Mundo de Belfast em 2011, na Irlanda do Norte.
Disputou o Torneio Masters de 2012 em Póvoa de Varzim, em Portugal, onde conquistou medalha de prata nos pares por equipe. No mesmo ano, representou o Brasil, nos Jogos Paralímpicos de Verão de 2012, realizados em Londres, na Inglaterra. Foi eliminada pela japonês Takayuki Hirose por 12 a 0.
Enquanto estudante do curso de Direito da Universidade Santa Cecília (UNISANTA), aos vinte e quatro anos, realizou um boletim de ocorrência, devido ausência de acessibilidade em uma agência bancária pertencente ao Bradesco. Por meio de nota, o banco lamentou o ocorrido e afirmou que as providências cabíveis foram tomadas. Formou-se no curso no ano de 2016.
Nos Jogos Para-Sul-Americanos de 2014, realizados em Santiago, no Chile. Na competição, conquistou a medalha de ouro para o Brasil, na categoria por equipes. Em 2016, integrou a delegação a brasileira que participou dos Jogos Paralímpicos de Verão de 2016, realizados no Rio de Janeiro. Não conquistou medalhas na competição.
Na Copa América de 2017, realizada na Colômbia, conquistou a medalha de prata na categoria por equipes.  Integrou a delegação brasileira nos Jogos Parapan-Americanos de 2019, realizados em Lima no Peru. Natali fez parte da equipe responsável por garantir o ouro para o Brasil. No Campeonato Brasileiro de bocha paralímpica, conquistou a medalha de ouro na categoria B2C individual, ao superar Bianca Ribas.
Nos Jogos Olímpicos de Verão de 2020, realizados em Tóquio, no Japão - no ano seguinte, devido à Pandemia de COVID-19 - fez com que Natalí novamente disputasse pelo Brasil. A equipe que Natalí integrava ficou em terceiro lugar na fase de grupos, não avançado para próxima etapa.

## Principais conquistas
Campeonato Brasileiro de bocha paralímpica
- Ouro - 2022[15]

Jogos Parapan-Americanos
- Ouro – 2019[2]

Jogos Para-Sul-Americanos
- Ouro – 2014[4]

Open Mundial
- Ouro – 2017[4]
- Prata – 2018[4]
- Prata - 2019[2]

Copa América
- Prata – 2017[2]